# L'Olivier près de l'Estaque
L'Olivier près de l'Estaque est un tableau réalisé en 1906 par le peintre français Georges Braque. De format horizontal, cette huile sur toile est un paysage exécuté dans un style fauve. Elle représente un olivier près d'une maison à L'Estaque, un quartier de Marseille. Elle fait partie des collections du musée d'Art moderne de Paris, à Paris. Elle y a été volée en mai 2010 avec quatre autres tableaux.